# Werner Pfeifenberger
Werner Pfeifenberger (* 23. Oktober 1941 in Salzburg; † 13. Mai 2000 bei Salzburg) war ein österreichischer Politologe und Hochschullehrer. Er war von 1972 bis 1999 Professor für Politikwissenschaft an der Fachhochschule Münster und 1999 bis 2000 an der Fachhochschule Bielefeld. Er beteiligte sich mehrere Jahre an der Berliner Konferenz Europäischer Katholiken.

## Pfeifenberger-Skandal
Pfeifenberger veröffentlichte einen Beitrag „Internationalismus gegen Nationalismus – eine unendliche Todfeindschaft?“ im Jahrbuch für politische Erneuerung 1995 der FPÖ.
Der Wiener Journalist Karl Pfeifer bezeichnete Pfeifenbergers Beitrag daraufhin im Februar 1995 als „Nazidiktion“. Pfeifenberger versuchte, die Äußerung Pfeifers gerichtlich zu unterbinden. Dies misslang – in mehreren Urteilen vor österreichischen Gerichten in den Jahren 1997 bis 1999 wurden die Äußerungen Pfeifers als juristisch zulässig eingestuft.
Pfeiffenberger wurde über Jahre von der Studentenschaft kritisiert, seine Veranstaltungen boykottiert und seine Entfernung aus dem Universitätsdienst gefordert. Das Bundesland Nordrhein-Westfalen versuchte 1999 Pfeifenberger zu entlassen, scheiterte jedoch in einem Arbeitsgerichtsverfahren.
Dies führte dazu, dass Pfeifenberger an die Fachhochschule Bielefeld versetzt wurde. Dort durfte er nur noch forschen, nicht aber lehren. Auch in Bielefeld kam es sofort zu Protesten gegen ihn. Mittlerweile war gegen ihn wegen der Äußerungen im Jahrbuch ein Strafverfahren wegen nationalsozialistischer Wiederbetätigung anhängig. Bevor die Gerichtsverhandlung am 26. Juni 2000 begann, stürzte Pfeifenberger in den Alpen in den Tod.
Ein Selbstmord als Resultat der Kampagne wurde daraufhin von einigen daran Beteiligten, so der linken Zeitschrift Jungle World, bestritten. Pfeifer verklagte die rechte Zeitschrift Zur Zeit, weil diese den Tod Pfeifenbergers mit der Kampagne und Pfeifers Wirken in Zusammenhang gebracht hatte. In erster Instanz bekam Pfeifer recht. In zweiter Instanz entschied das Oberlandesgericht Wien in zwei Urteilen vom 27. November 2001 und vom 1. August 2002 dann aber, dass der Tod Pfeifenbergers mit hinreichender Sicherheit Selbstmord gewesen sei und die Wertung zulässig sei, dass Pfeifer sowie die Kampagne daran Schuld trage.
Am 15. November 2007 bekam schließlich Pfeifer vom Europäischen Gerichtshof für Menschenrechte Recht. Die Richter verurteilten Österreich zur Schadensersatzzahlung von 5000 Euro. Der Gerichtshof für Menschenrechte rügte die österreichische Justiz, die in vorangegangenen Prozessen der rechtsgerichteten Zeitung Zur Zeit erlaubt hatte, weiterhin zu behaupten, Pfeifer habe eine «Menschenhatz» gegen Pfeifenberger eröffnet und ihn damit in den Selbstmord getrieben. Zur Begründung erklärten die Straßburger Richter, es gebe keinen Beweis für einen ursächlichen Zusammenhang zwischen Pfeifers kritischem Artikel und dem Selbstmord des Politologen.